# Архипов (Царицынский уезд)
Архипов — исчезнувший хутор в Песковатской волости Царицынского уезда Саратовской губернии Российской империи. Сейчас территория хутора относится к Дубовском району Волгоградской области России.
Хутор был расположен в балке при речке Оленья. Расстояние до деревни (ныне — село) Оленье — 3 км, до села Песковатки — 11 км, до Дубовки — 18 км, до Царицына (с 1961 года — Волгоград) — 64 км.
К 1894 году на хуторе было 6 дворов с деревянными строениями, крытыми тёсом. Население составляло 29 крестьян (14 мужчин и 15 женщин).